# Чорний принц (фільм)
«Чорний принц» (рос. «Чёрный принц») — радянський детективний художній фільм, знятий в 1973 році режисером Анатолієм Бобровським. Другий фільм трилогії про міліцію про полковника Зоріна з Всеволодом Санаєвим в головній ролі.

## Сюжет
Невідомі зухвало пограбували квартиру Самохіна. Наступного дня знайдено вбитим одного з учасників злочину. Спочатку підозра падає на колишнього кримінальника Тимофія Ямцова. Після затримання він тікає з-під варти, чим, здавалося, тільки посилює свою провину. Проте полковник Зорін, якому доручено розслідування, розробляє зовсім не Ямцова, а намагається зрозуміти, що саме шукали злочинці в небагатій квартирі.
З'ясувавши, що власником помешкання Самохіна до революції був купець Пузирін, Зорін розуміє, що купець-мільйонер, імовірно, мав тут обладнаний тайник із дорогоцінностями. Він виходить на Водовозова, сина помічника купця, котрий знав про схованку. Виявляється, злочинці викрали унікальний діамант «Чорний принц», убили Водовозова і спробували збути камінь. При цьому Снегірьов на прізвисько Хряк і Шалигін підставили Ямцова, щоб саме на нього впала підозра. Підмішавши йому в горілку снодійне, вони зробили його співучасником. Зорін відновлює повну послідовність подій і знаходить викрадений коштовний камінь.

## У ролях
- Всеволод Санаєв —  Іван Сергійович Зорін, полковник міліції
- Микола Гриценко —  Ананій Дмитрович Митников, старший товарознавець
- Тамара Сьоміна —  Наталія Дмитрівна Ямцова, дружина Тимофія Єгоровича
- Раїса Куркіна —  Ніна Петрівна Самохіна
- Володимир Носик —  Костянтин Васильович Журавльов, міліціонер
- Олександр Калягін —  Данило Аркадійович Бійчук, він же «Даник»
- Павло Панков —  Яків Опанасович Пузирін, з «колишніх», син купця, власник діаманта
- Геннадій Корольков —  Тимофій Єгорович Ямцов, він же «Стрибун»
- Герберт Дмитрієв —  Олексій Савелійович Снегірьов, він же «Хряк»
- Ігор Кашинцев —  Павло Миронович Шалигін, він же «Жаба»
- Дмитро Масанов —  Дмитро Олексійович Поліванов, експерт
- Фелікс Яворський —  прокурор
- Валентин Ткаченко —  співробітник міліції
- Марія Синельникова —  мати Бійчука
- Костянтин Тиртов —  сурдоперекладач
- Юрій Соковнін —  шахрай, спільник Бійчука
- Олексій Зайцев —  Водовозов, убитий
- Віктор Маркін —  Самохін
- Інна Кара-Моско —  Люда, офіціантка
- Людмила Стоянова —  Надійка, медичний експерт
- Валентина Толкунова —  співачка в ресторані
- Микола Сморчков —  експерт-фотограф
- Ольга Науменко —  Аннушка
- Олена Вольська —  архіваріус
- Юрій Мартинов —  співробітник міліції
- Валентин Брилєєв —  капітан міліції в витверезнику
- Станіслав Коренєв —  старший лейтенант міліції
- Володимир Протасенко —  співробітник міліції
- Борис Руднєв —  співробітник міліції
- В'ячеслав Добринін —  музикант в ресторані

## Знімальна група
- Автор сценарію:  Володимир Кузнецов
- Режисер:  Анатолій Бобровський
- Оператор:  Георгій Купріянов
- Художник:  Семен Валюшок
- Композитор:  Ісаак Шварц
- Звукорежисер:  Ольга Упейник
- Текст пісні:  Володимир Висоцький
- Виконання пісні:  Валентина Толкунова